# Ignacio Eizaguirre
Ignacio Eizaguirre Arregui (San Sebastián, 7 de novembro de 1920 — San Sebastián, 1 de setembro de 2013) foi um futebolista e treinador espanhol.

## Carreira
Atuando como goleiro, jogou pela Real Sociedad, Valencia e Osasuna. Foi premiado duas vezes com o Troféu Zamora. Defendeu a Seleção Espanhola na Copa do Mundo de 1950 no Brasil.

### Treinador
Ao encerrar a carreira de jogador pelo Osasuna, iniciou a de treinador por este clube em 1960. Comandou o Córdoba, Sevilla, Granada, Celta de Vigo, Burgos, Hércules, Tenerife e Deportivo Alavés.